# Doosan Škoda Power
Doosan Škoda Power es un fabricante checo de centrales eléctricas y salas de máquina para turbinas de vapor. Hasta el año 1999 formaba parte del grupo checo Škoda Works hasta su privatización luego de la caída del comunismo en 1999.   
Actualmente, es parte del grupo surcoreano Doosan Group. Su casa matriz permanece en Pilsen, República Checa.

## Productos

### Turbinas de vapor
La empresa diseña y fabrica turbinas de entre 5 y 1250 MW, incluyendo turbinas de ciclo combinado y sistemas para mejorar la eficiencia general de turbinas simples de gas. 
También, fabrica turbinas para calefacción urbana, con consumo regulado de vapor. Estos productos están diseñados para países donde los sistemas de calefacción por vapor son comunes, como República Checa, Polonia, Dinamarca, Finlandia y Rusia.

### Intercambiadores de calor
Skoda fabrica también intercambiadores de calor, bajo estándares HEI, incluyendo los estándares ASME y ADMerkblatt para los equipos de presión. Los componentes se fabrican con titanio y aleaciones especiales para soportar las altas temperaturas en las que operan.
La empresa produce sistemas calentadores de agua en alta y baja presión, condensadores de superficie de salida de vapor radial o axial, y adaptaciones para intercambiadores de calor ya instalados, de la misma marca.